# Duninia rhemisae
Duninia rhemisae là một loài nhện trong họ Hersiliidae.
Loài này thuộc chi Duninia. Duninia rhemisae được miêu tả năm 2009 bởi Y. M. Marusik & V. Y. Fet.